# Frank Attar
Frank Attar é um escritor cujas obras tocam o campo das ciências sociais.

## Biografía
Frank Attar formou-se na Sciences Po e na HEC Paris. Em 1995 obteve o doutoramento em História após ter defendido uma tese sob a orientação de François Furet na Escola Normal Superior de Paris e na EHESS. Aluna da ENA na promoção Simone Veil, demitiu-se da função pública em 2007.
Entre 2006 e 2018, Frank Attar lecionou na Science Po sobre direito internacional público, direito constitucional, história das relações internacionais e cultura geral.

## Conceder
Em 2011, Frank Attar recebeu o Prémio Guizot da Academia Francesa pelo seu trabalho Aux armes citoyens ! Naissance et fonctions du bellicisme révolutionnaire.

## Publicações
- 1792 : la Révolution française déclare la guerre à l'Europe : l'embrasement de l'Europe à la fin du xviiie siècle, Bruxelles, Complexe, coll. « La mémoire des siècles » (no 224), 1992, 221 p. (ISBN 2-87027-448-3).
- Le Droit international entre ordre et chaos, Paris, Hachette, coll. « Référence », 635 p., 1994. (ISBN 2-0123-5143-3)
- Dictionnaire des relations internationales de 1945 à nos jours, Paris, Seuil, 1084 p., 2009. (ISBN 2-2860-5404-5)
- Aux armes, citoyens ! : naissance et fonctions du bellicisme révolutionnaire, Paris, Éditions du Seuil, coll. « L'univers historique », 2010, 394 p. (ISBN 978-2-02-088891-2).